# Black Baccara (rose)
La rose 'Black Baccara' est une variété de rose créée en 2003 par la maison Meilland et dérivée de la 'Baccara'.

## Description
Cette rose remontante est d'une couleur rouge grenat très foncée, donnant l'illusion d'un velours. Ses reflets, selon l'éclairage, peuvent donner l'impression que la rose est noire. Son parfum serait délicat. Les fleurs s'ouvrent en coupe de 10 à 12 cm et ont besoin de soleil pour s'épanouir, mais elle nécessite d'être arrosée abondamment. Son buisson peut atteindre 1,20 m de hauteur à dix ans et 1 m de largeur. En fin d'hiver, il faut tailler le buisson à 20 cm du sol.

## Origine
Son créateur est Jacques Mouchotte. Au départ rose de fleuriste de par la perfection de sa fleur turbinée et de ses fleurs solitaires, elle perce ensuite le marché des rosiers de jardin.

## Signification
La rose noire est symbole de fol amour, voire, de passion fatale. En effet, en symbolique des fleurs, la 'Black Baccara' peut signifier : « Mon amour perdurera jusque dans la mort » ou encore « Mon amour pour toi est profond et éternel »